# Hans Eberhard Scholze
Hans Eberhard Scholze (* 31. Mai 1920 in Friedersdorf; † 23. Mai 1978) war ein deutscher Denkmalpfleger.

## Leben
Scholze wuchs in der Oberlausitz auf und nahm am Zweiten Weltkrieg teil. Nach dem Krieg beendete er seine Schulausbildung und studierte an der Technischen Hochschule Dresden von 1948 bis 1953 Architektur. Anschließend war er bis 1958 Assistent von Georg Nerlich im Fachbereich Malen und Grafik an der TH Dresden. Danach war er nach erfolgreicher Promotion über Johann Christoph von Naumann bis 1976 am Institut für Denkmalpflege in Dresden als Stellvertretender Chefkonservator tätig, wo er sich große Verdienste bei der Erforschung und Bewahrung von Kultur- und Geschichtsdenkmalen in Sachsen erwarb. 1970 habilitierte er.

## Veröffentlichungen (Auswahl)
- Johann Friedrich Knöbel (1724–1792). Ein sächsischer Landbaumeister im 18. Jahrhundert, Eine Untersuchung im Rahmen des „Seminars für Baugeschichte“ an der Technischen Hochschule zu Dresden, Dresden 1953
- Johann Christoph Naumann (1664–1742), Ein Beitrag zur Baugeschichte Sachsen und Polens im 18. Jahrhundert. Maschinenschrift 1958, Ing. Diss. an der Technischen Hochschule Dresden
- Schloß Weesenstein. Leipzig 1969